# Mariscal Ustínov
El cruceros lanzamisiles ruso Mariscal Ustínov (en ruso: Маршал Устинов), llamado anteriormente Almirante de la Flota Lobov, es un crucero de la clase Slava (Proyecto 1164) de la Armada rusa. El nombre ruso para el tipo de barco es Raketnyy Kreyser (RKR), que significa "Crucero de Misiles". El barco lleva el nombre de Dmitri Ustínov, exministro de Defensa soviético. El Mariscal Ustínov fue asignado a la 43.ª División de Buques de Misiles de la Flota del Norte de Rusia, cuyo puerto base se encuentra en Severomorsk. De 2012 a 2016 el crucero se sometió a una revisión importante. El buque volvió al servicio en 2017 y desde entonces se ha desplegado en el mar Mediterráneo.

## Construcción

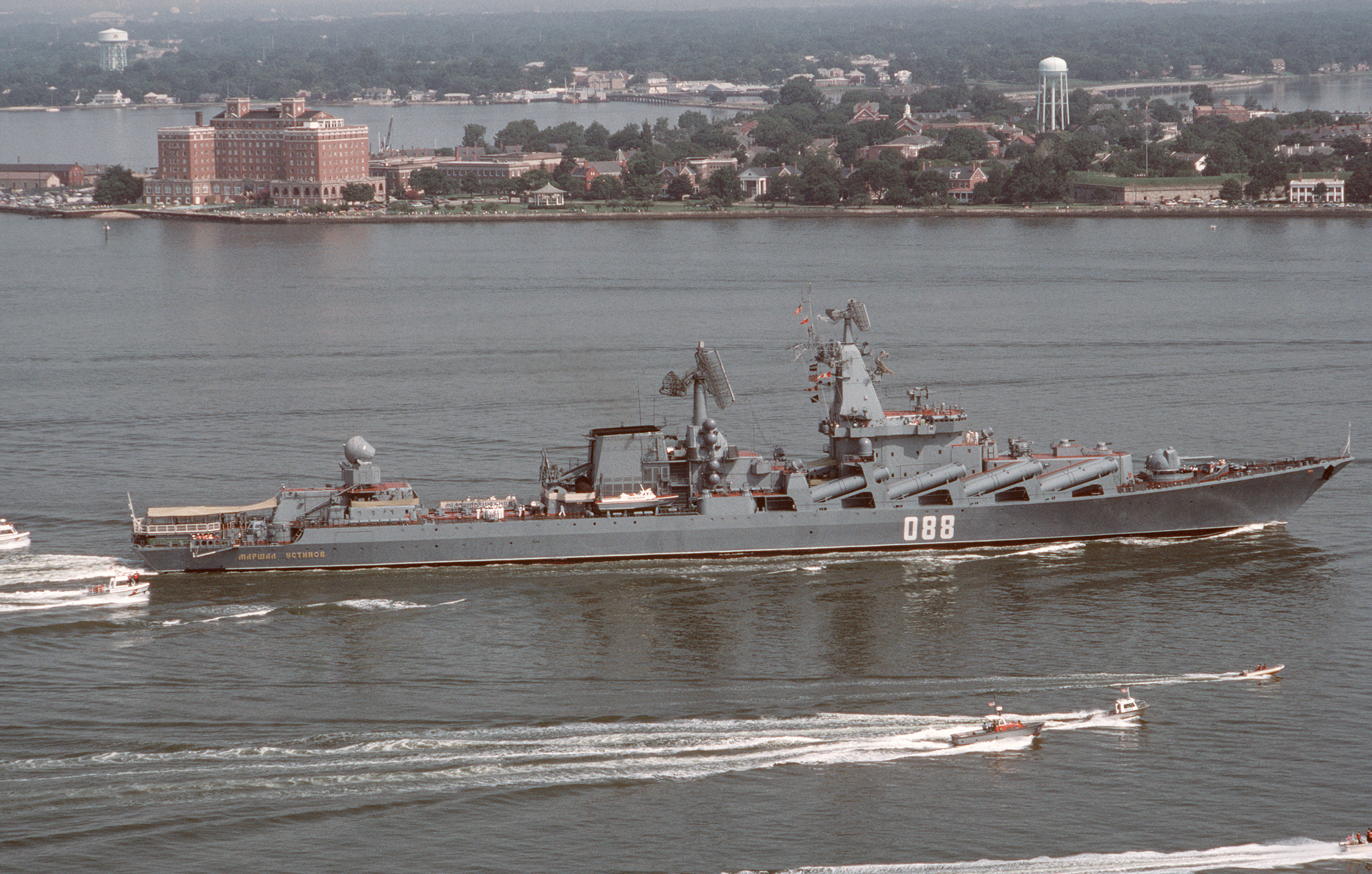
El Almirante Lobov (ahora Marshal Ustínov) saliendo de Norfolk, Virginia en 1989.

El casco número 070 se colocó en 61 Kommuna # 445 Yard, Mykolaiv el 5 de octubre de 1978 como el segundo barco de la clase Slava inicialmente llamado Almirante Lobov (nombre completo Almirante de la Flota Lobov). El crucero fue botado el 25 de febrero de 1982 y comisionado en la Flota del Norte de la Armada soviética y después fue renombrado como Mariscal Ustínov el 15 de septiembre de 1986 en honor a Dmitri Ustínov. A partir de marzo de 1987, el crucero comenzó a operar con la flota. Se sabe que el Mariscal Ustínov lleva otros dos números de casco además del original (070); 088 y 055. Desde diciembre de 1987 hasta junio de 1988, realizó las tareas del servicio militar en el Mar Mediterráneo.

## Historial operativo

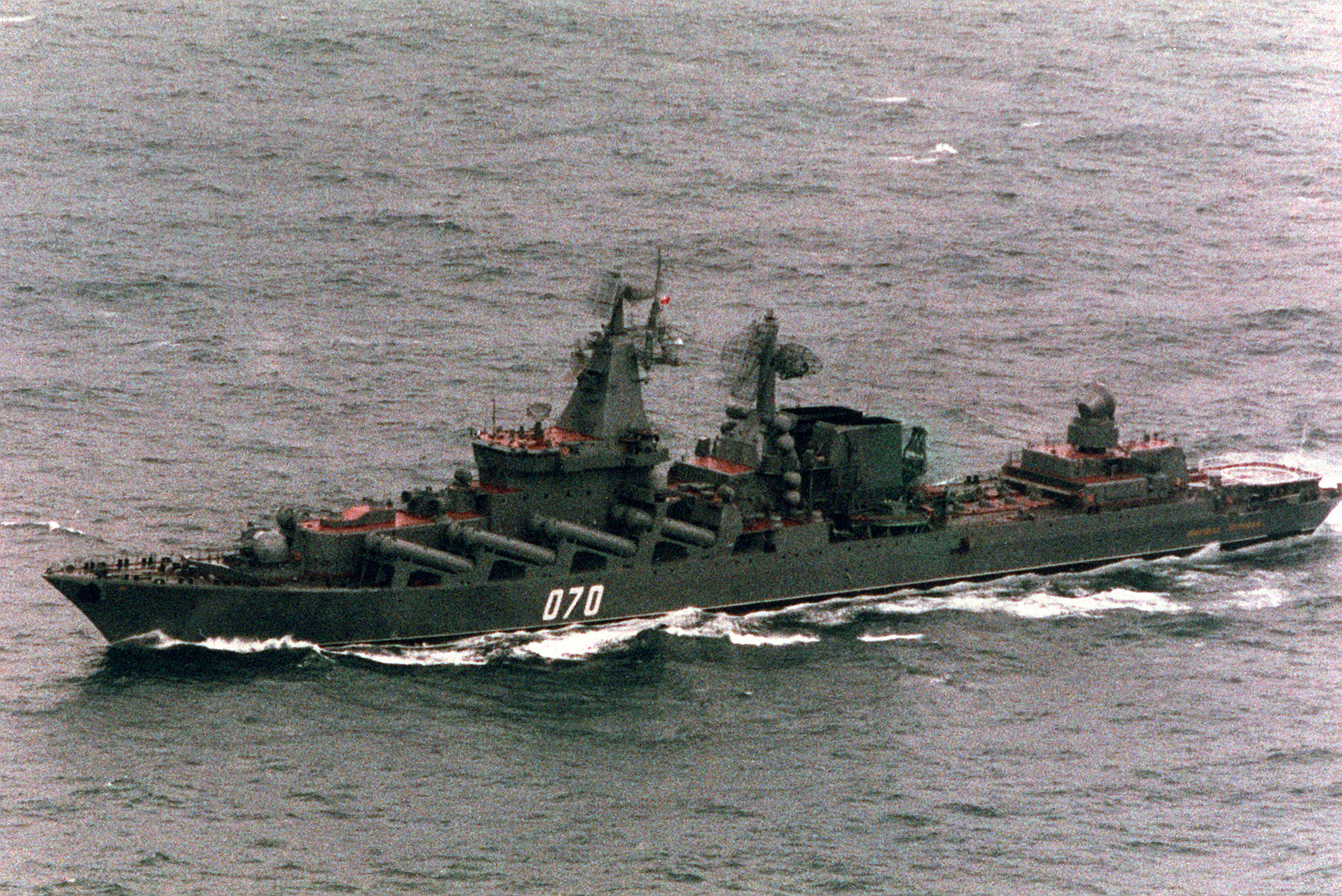
El Marshal Ustínov) navegando en 1993.

En 1989, el Mariscal Ustínov fue enviado nuevamente al mar Mediterráneo. Entre el 22 y el 26 de julio de 1989, el crucero, junto con el petrolero Genrik Gasanov y el destructor Otlichnyy, realizaron una visita oficial a la base naval de Norfolk, Virginia, Estados Unidos. Esta fue la segunda vez que los buques de guerra soviéticos visitaron los Estados Unidos desde la Segunda Guerra Mundial. El 4 de enero de 1991, el Mariscal Ustínov inició un servicio de patrulla en el mar Mediterráneo. Entre el 16 y el 20 de julio de 1991, el crucero visitó la base naval de Mayport, Florida, Estados Unidos. El Mariscal Ustínov estuvo acompañado por el petrolero Dnestr y el destructor Simferopol. Esto marcó la tercera vez que los buques de guerra soviéticos visitaron los Estados Unidos desde el final de la Guerra Fría. Entre el 30 de junio y el 5 de julio de 1993 visitó Halifax, Nueva Escocia, Canadá, junto con el destructor Admiral Kharlamov.
En 1994, fue destinado a la Flota del Norte de Rusia, el Mariscal Ustínov fue puesto en el astillero Severnaya Verf en San Petersburgo en espera de reparaciones extensas. El reacondicionamiento se completó en mayo de 1995. En diciembre de 1996, la República Popular de China compró dos destructores de la clase Sovremenny y los ingresos de esta venta hicieron posible pagar las reparaciones de 169 millones de dólares estadounidenses a Mariscal Ustínov. El Mariscal Ustínov permaneció en San Petersburgo hasta 1998 cuando el crucero regresó a la Flota del Norte.
Del 21 de septiembre al 22 de octubre de 2004, el Mariscal Ustínov participó en un largo viaje del grupo de ataque de portaaviones de la Flota del Norte hacia la parte nororiental del océano Atlántico. A partir del 17 de julio de 2008, el crucero patrulló las aguas del Océano Ártico alrededor de Spitsbergen, reemplazando al destructor Severomorsk.
En marzo de 2011 se informó que el Mariscal Ustínov podría ser transferido a la Flota Rusa del Pacífico. En 2011, se decidió darle al crucero una revisión moderada. Sin embargo, en 2012, la marina decidió rediseñar por completo el crucero. En 2012, el crucero fue puesto en servicio para reparaciones y mejoras en el Astillero Zvyozdochka. El reacondicionamiento comprendió reparaciones a las estructuras del casco del barco, los mecanismos del grupo de dirección de la hélice, la planta de energía principal y los sistemas generales. Los sistemas de armas electrónicas se actualizaron con dispositivos digitales. Fue durante este reacondicionamiento que los misiles P-500 Bazalt se actualizaron a los misiles P-1000 Vulkan modernizados. El barco se reincorporó a la marina en 2016, y volvió al servicio activo en abril de 2017.

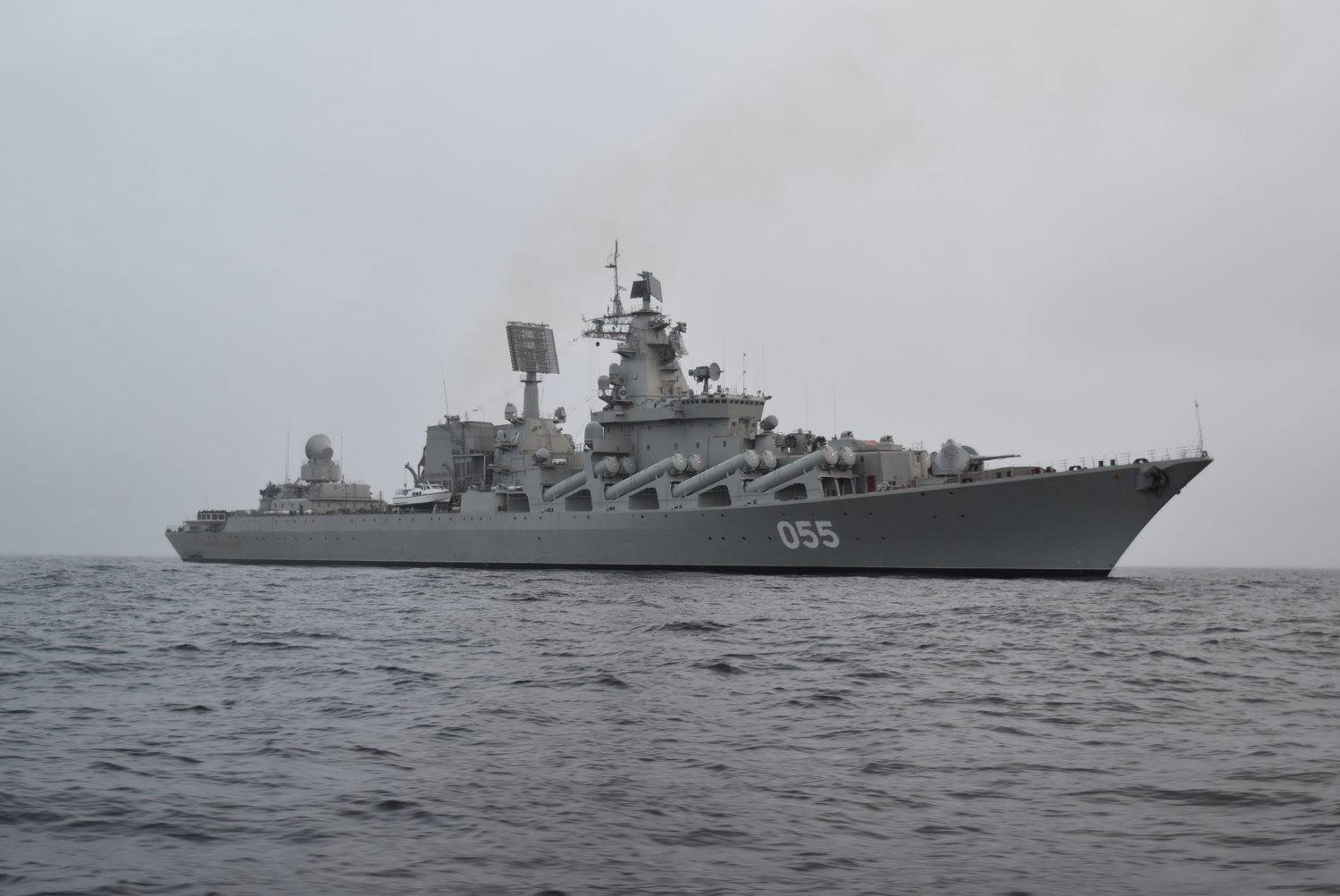
El Marshal Ustínov en el año 2017.

El 12 de mayo de 2017, el Mariscal Ustínov, con misiles de crucero a bordo, realizó ejercicios en el mar de Barents. El 4 de julio de 2017, junto con el destructor Vicealmirante Kulakov, el Mariscal Ustínov zarpó de Severomorsk hacia el Mar Báltico y el 29 de julio participó en el Desfile Naval Principal en San Petersburgo en honor al Día de la Armada. El 5 de diciembre de 2017, el crucero completó misiones de entrenamiento de combate en campos de entrenamiento en el mar de Barents para repeler los ataques aéreos convencionales de los cazas Sukhoi Su-33.

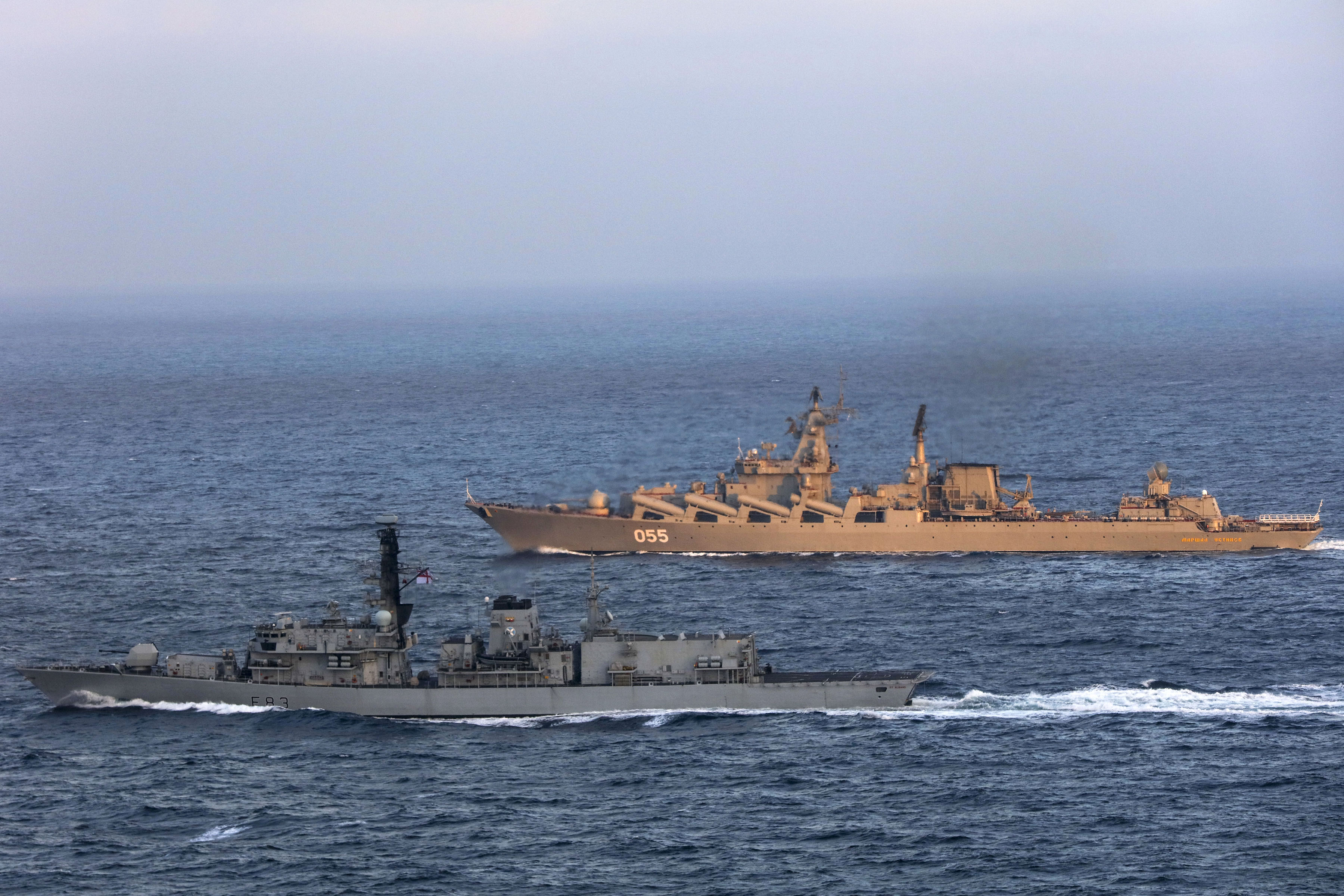
El Marshal Ustínov siendo acompañado por la fragata inglesa de Tipo 23 HMS St Albans en el año 2018.

Entre el 11 de agosto y el 12 de noviembre de 2018, el Mariscal Ustínov se desplegó en el mar Mediterráneo por cuarta vez después de los despliegues de 1988, 1989 y 1991.
El 3 de julio de 2019, el Mariscal Ustínov partió de Severomorsk para participar en el Desfile Naval Principal en San Petersburgo antes de unirse al ejercicio de la Armada Rusa "Ocean Shield-2019" en el Mar Báltico y el 22 de agosto, ingresó a las aguas del Mar Mediterráneo. Allí visitó puertos en Argelia, Egipto, Turquía, Grecia y Chipre. Posteriormente, el Mariscal Ustínov volvió a transitar por el estrecho de Gibraltar y navegó hacia el Atlántico. En su camino a Sudáfrica, el crucero visitó el puerto de Guinea Ecuatorial. Esta fue solo la tercera vez después de la Guerra Fría que un crucero ruso ingresó al Atlántico Sur, los dos primeros fueron Pyotr Veliky (Pedro el Grande) en 2008/2009 y el Moskvá en 2015. Entre el 25 y el 30 de noviembre el Mariscal Ustínov participó en ejercicios navales conjuntos con Sudáfrica y China. Después de los simulacros transitó por el estrecho de Gibraltar. El 6 de enero de 2020 se informó que el crucero se desplegará frente a Siria debido al peligro de una guerra entre Irán y Estados Unidos para brindar protección a las tropas rusas en Siria y garantizar la estabilidad en la región. Regresó al puerto base de Severomorsk en febrero de 2020, finalizando el despliegue de 7 meses. Posteriormente, realizó simulacros en el mar de Barents en mayo, June junio y julio de 2020.
En febrero de 2021, el Mariscal Ustínov participó en ejercicios a gran escala en el mar de Barents. Entró en el mar de Barents dos veces bajo el mando del capitán de segundo rango Andrey Krivoguzov. Otros barcos activos en el área en enero - febrero incluyen el destructor Severomorsk, la fragata Almirante Gorshkov con el remolcador Altay, el submarino nuclear Severodvinsk, que lanzó un misil Kalibr, las corbetas Aysberg, Snezhnogorsk, Yunga y Brest y buque de salvamento Georgiy Titov con vehículo de rescate de inmersión profunda AS-34. El 22 de febrero, el mismo día en que los bombarderos estadounidenses aterrizaron en Noruega por primera vez, el Mariscal Ustínov navegó en el fiordo de Varanger en el área de la frontera marítima entre Rusia y Noruega, convirtiéndose en el primer buque de guerra ruso en hacerlo en el período posterior a la Guerra Fría Volvió a entrar en el mar de Barents el 4 de marzo.
El 1 de junio, el barco participó en ejercicios en el mar de Barents junto con Pyotr Velikiy. Posteriormente, el barco se embarcó en un viaje hacia el Mar Báltico para participar en el Desfile Naval en San Petersburgo, junto con el destructor Vicealmirante Kulakov, el barco de desembarco Pyotr Morgunov, el remolcador Altay y los submarinos nucleares Orel, Knyaz Vladimir y Vepr.
El 7 de febrero de 2022, el crucero se desplegó en el Mediterráneo junto con el destructor Vicealmirante Kulakov, la fragata Almirante Kasatonov y el petrolero Vyazma. Su grupo de batalla se vinculó con el despliegue del Varyag en el Mediterráneo el 2 de febrero de 2022 desde el Pacífico junto con el destructor Almirante Tributs y el petrolero Boris Butoma. El grupo de batalla abandonó el Mediterráneo el 24 de agosto de 2022, regresando a su puerto de origen Severomorsk, mientras que el Almirante Kasatonov permaneció en el Mediterráneo. Ambos grupos de batalla han realizado ejercicios con bombarderos navales Tu-22M3 y MiG-31K, que operan desde la base aérea de Jmeimim en Siria. El Mariscal Ustínov, el Vicealmirante Kulakov y Vyazma regresaron a Severomorsk el 15 de septiembre, después de 236 días y 36.000 millas náuticas recorridas. Fueron recibidos por el comandante de la Flota del Norte, el almirante Aleksandr Moiseyev, quien afirmó que la presencia de tales barcos en la zona del mar distante es uno de los elementos de disuasión, evitando la escalada de la situación, que ahora es crítica.